# Alvaradoia disjecta
Alvaradoia disjecta là một loài bướm đêm trong họ Noctuidae.